# NGC 1049

NGC 1049

في الفهرس العام الجديد NGC 1049 (المعروف أيضا باسم فورناكس H3) هو عنقود مغلق صغير لامع نسبيا يقع في إتجاة كوكبة الكور في مجرة الكور القزمة ضمن مجرات المجموعة المحلية اكتشف العنقود في 19 أكتوبر 1835 بواسطة جون هيرشل
NGC 1049 هو أكبر وألمع العناقيد المغلقة الستة المعروفة في قزمة الكور وهي مجرة تابعة لدرب التبانة تم اكتشافها بعد اكتشاف هذا العنقود في عام 1938 من قبل هارلو شابلي. يقع العنقود على مسافة تقدر بحوالي 435,000 سنة ضوئية 130,000 فرسخ فلكي من الأرض.، ويمكن رؤيتة باستخدام مقراب متوسط الحجم.

## هودج 3
في 1961 فهرس بول هودج NGC 1049 باسم «هودج 3» ("Hodge 3") عندما قام بفهرست كل العناقيد المغلقة الخمسة المعروفة آنذاك في قزمة الكور (هودج 1961).

## وصلات خارجية
- NGC 1049 على موقع ويكي سكاي: DSS2, SDSS, GALEX, IRAS, Hydrogen α, X-Ray, Astrophoto, Sky Map, Articles and images